# Monte de Cutamilla
El Monte de Cutamilla es una finca particular de 1200 hectáreas de extensión situada en la pedanía de Moratilla de Henares, perteneciente al municipio de Sigüenza, en la provincia de Guadalajara, España.
Las aguas que abastecen al Palacete y a las edificaciones que lo rodean, están calificadas como Aguas Minerales Naturales declaradas de Utilidad Pública y fueron envasadas bajo la marca "Fontemilla". Actualmente se embotella en Cutamilla el agua "Font Vella Sigüenza".

## Historia
El origen de esta finca se remonta al siglo XIV, desde que el Rey Alfonso XI la incluyera en el Inventario de Cazaderos Reales del año 1325, conocido como el Libro de la Montería.
"Cutamiella es buen monte de puerco en ivierno, et es la vocería desde el camino que vá de Vaydes á Mandayona por cima de la cumbre catante el río, fasta en par de la casa de Cutamiella. Et son las armadas la una en Sanct Pedro, et la otra en Vianiella, et la mas cierta es esta."
Cuenta con diversas edificaciones entre las que destaca un Palacete de estilo Art Nouveau. Fue edificado en la segunda mitad del siglo XIX por el Duque de Pastrana, junto con la estación de ferrocarril privada de la finca (hoy derruida) que permitía la cómoda visita de personajes ilustres de la sociedad española, incluyendo a la Reina Regente, María Cristina de Habsburgo y el Rey Alfonso XII.